# Winchburgh
Winchburgh är en by i West Lothian i Skottland. Byn är belägen 18,3 km 
från Edinburgh. Orten har 2 790 invånare (2016).